# بوریس راوشنباخ

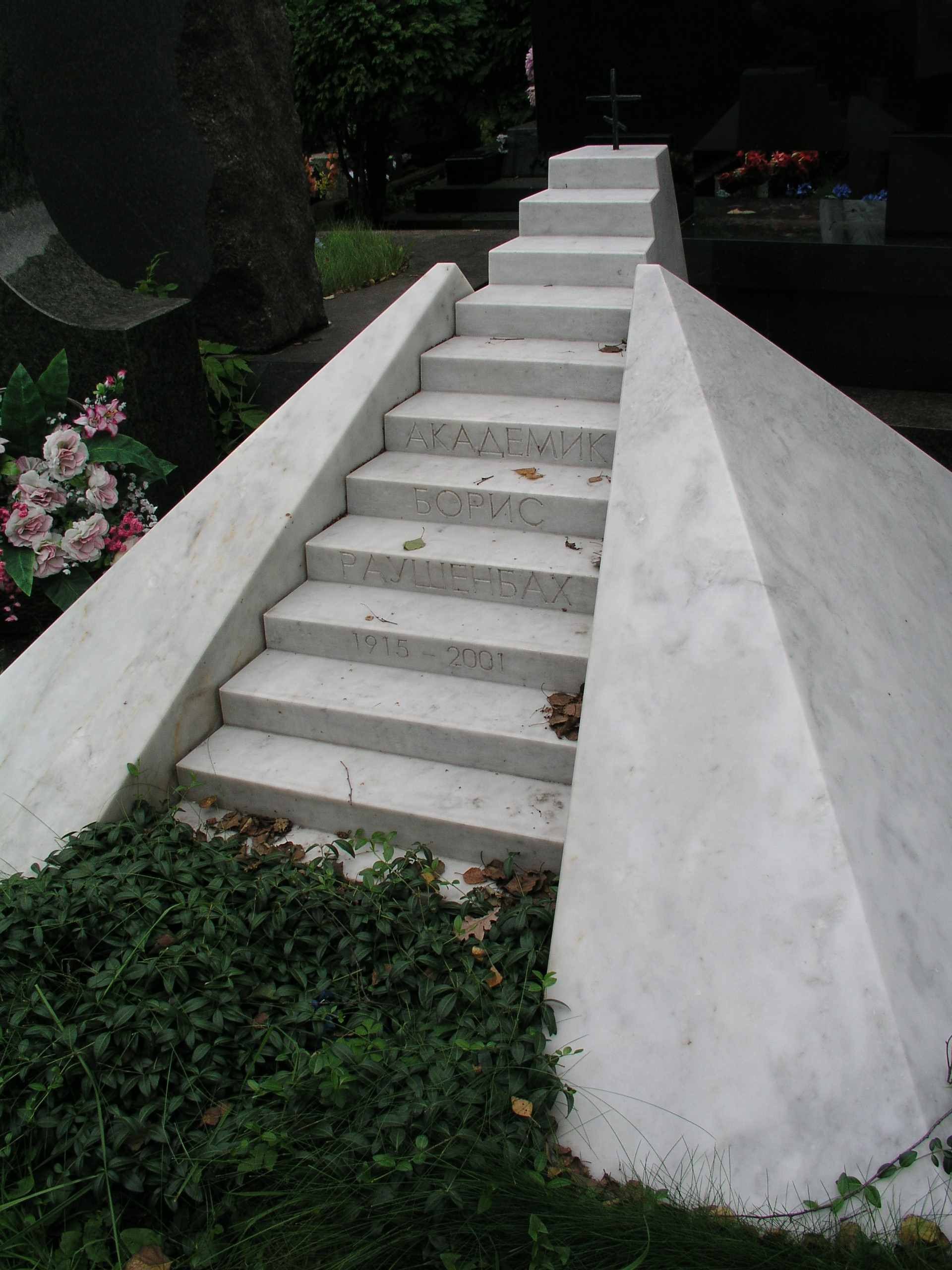
آرامگاه بوریس راوشنباخ

 بوریس راوشنباخ (انگلیسی: Boris Rauschenbach؛ زاده ۱۸ ژانویهٔ ۱۹۱۵ درگذشته ۲۰۰۱) یک فیزیک‌دان اهل روسیه بود.